# Conquista turca di Smirne
La conquista turca di Smirne (in turco İzmir'in Kurtuluşu  ; o Liberazione di Smirne) fu la fase finale della grande offensiva e l'ultima battaglia della guerra d'indipendenza turca. Dopo che l'esercito turco inflisse pesanti perdite all'esercito greco a Dumlupınar, il 30 agosto 1922, le forze greche erano in continua ritirata verso Smirne (İzmir) mentre continuava l'avanzata verso ovest dell'esercito turco. Alla vigilia dell'arrivo dei turchi, le forze greche lasciarono la città e l'8 settembre, alle 10 del mattino, l'amministrazione greca cessò di esistere. Il 9 settembre 1922, l'esercito turco entrò a Smirne da Kemalpaşa a est.

## Commemorazione
Il 9 settembre vi una festività locale che commemora la conquista turca della provincia di Smirne e la fine dell'occupazione greca di Smirne. L'Università Dokuz Eylül (Università del 9 settembre) venne chiamata in onore dell'evento. Mustafa Kemal (in seguito Atatürk), fondatore del Partito Popolare Repubblicano, scelse il 9 settembre 1923 come data ufficiale di costituzione del suo partito per commemorare la conquista di Smirne.